# Castelltallat (la Ribereta)
Castelltallat és una masia del poble de la Ribereta, de l'antic terme de Sapira, pertanyent actualment al municipi de Tremp.
Està situada al sud-est de la Ribereta, a la riba dreta del barranc d'Espills, just a sota, al sud, del Tossal Llong. És dalt d'un turonet que es destaca en el seu territori, i recorda un castell, d'on pot provenir el nom, si no és d'un castell autèntic, del qual, però, no es té documentació ni s'hi aprecien les restes.